# Mount Saga
Mount Saga ist ein 1750 m hoher Berg im ostantarktischen Viktorialand. In der Asgard Range des Transantarktischen Gebirges ragt er 2,5 km südwestlich des Hetha Peak aus einem Gebirgskamm am südlichen Ausläufer des Kopfendes des Hart-Gletschers auf.
Das New Zealand Geographic Board benannte ihn 1994 nach der Göttin Saga aus der nordischen Mythologie.